# Iglesia del Sagrado Corazón de Jesús (Puerto Varas)
La iglesia del Sagrado Corazón de Jesús es una iglesia parroquial ubicada en la ciudad chilena de Puerto Varas, en la región de Los Lagos.

## Historia

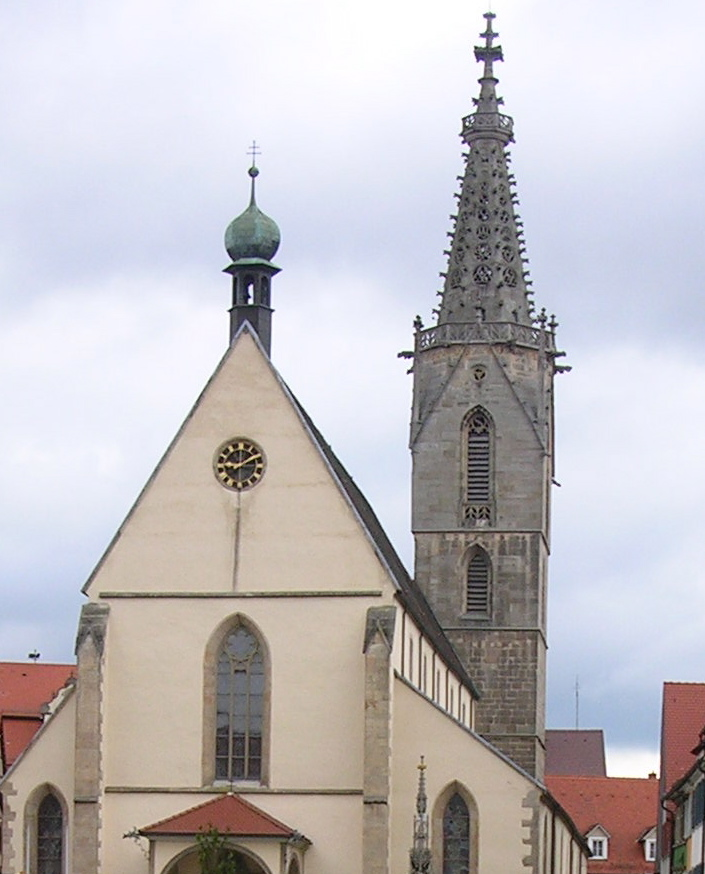
Templos como la catedral de Rottenburgo sirvieron de inspiración para el diseño de esta iglesia.

De estilo neorrománico con elementos del barroco, fue construida entre los años 1915 y 1918 por Edmundo Niklitschek Lückeheide, Bernardo Klenner Droppelmann y Adalio Morales. Su estructura fue fabricada usando  ulmo y roble. Los Revestimientos interiores son de mañío y laurel.  Externamente se encuentra revestida en muros por planchas de fierro, y en la techumbre por tejuelas de alerce. Su diseño está basado en las iglesias de Baden-Wurtemberg, Alemania.
Fue declarada Monumento Nacional de Chile en año 1992, mediante el D.S. 290 04/06/1992. En ese mismo decreto se declararon un conjunto de otros inmuebles considerados como de valor patrimonial, además de establecer la Zona Típica de la ciudad.
En 2013, la construcción de un muy polémico mall por parte de la empresa Pasmar (la misma que construyó el Mall Paseo Chiloé de Castro, con análogos resultados), de desproporcionadas dimensiones y tosco estilo arquitectónico (según la opinión pública), tapó la visibilidad de la iglesia desde el Paseo Puerto Varas, en el centro de la ciudad.